# Dirk Bus
Dirk Bus (La Haia, 5 de desembre de 1907 - 10 de juny de 1978), fou un escultor dels Països Baixos.

## Biografia
Va formar-se a la Reial Acadèmia de Belles Arts de la Haia i a l'Acadèmia Nacional d'Arts Visuals d'Amsterdam. Va ser alumne de Bon Ingen-Housz i de Jan Bronner. Va ser professor d'escultura a l'Acadèmia d'Art i l'Acadèmia de la Haia. Un dels seus alumnes va ser l'escultor Kees Verkade.
Bus va ser durant anys president del Pulchri Studio i membre del Club 'Escultors neerlandesos d'Amsterdam. Va ser cofundador del grup Verve d'artistes de la Haia. Va dur a terme molts monuments a la Haia.

## Obres
Entre les millors i més conegudes obres de Dirk Bus s'inclouen les següents: 
- Els relleus del monument als caigusts de la Segona Guerra Mundial al cementiri de Jaffa Delft[5][6]
- Objectes decoratius a la façana de l'antic ajuntament a la Plaça Major De Monchy (traslladats al parc) a La Haia
- Jan Pieterszoon Sweelinck (1962) a la plaça Sweelinck a la Haia[7]
- Europa (1965), a l'avinguda Hofzichtlaan a la Haia[8]
- Kop de Jacobus van Hoff
- Vrouw (1965), a la plaça Zuidwerf a la Haia
- Gezins- en kinderverzorgster («mainadera») (1957) al Parc Westbroek.[9]

- Dona (1965), a la plaça Zuidwerf a la Haia
- Jan Pieterszoon Sweelinck, a la plaça Sweelinck a la Haia
- Ase, Lijnbaan a la Haia
- Vaca, Lijnbaan a la Haia